# Aeschynomene falcata
Aeschynomene falcata là một loài thực vật có hoa trong họ Đậu. Loài này được (Poir.) DC. miêu tả khoa học đầu tiên.